# Невен Мимиця
Не́вен Ми́миця (хорв. Neven Mimica; нар. 12 жовтня 1953, Спліт, Хорватія) — хорватський політичний діяч і дипломат, член Соціал-демократичної партії Хорватії.

## Біографія
Закінчив економічний факультет Загребського університету у 1976 році.
У 1979–1997 обіймав посади в різних державних органах, пов'язані з іноземними відносинами і зовнішньою торговельною політикою, у тому числі кілька консультувальних посад у посольствах у Каїрі та Анкарі.
У 1997 році був призначений помічником хорватського міністра економіки і був головним перемовником Хорватії під час приєднання країни до Світової організації торгівлі і Європейського Союзу.
У вересні 2001 року став міністром із питань європейської інтеграції під керівництвом прем'єр-міністра Івиці Рачана, цю посаду він обіймав до грудня 2003 року.
Обраний у хорватський парламент у 2003 році як представник Соціал-демократичної партії, і знову в 2007 році.
З січня 2008 року перебуває на посаді віце-спікера парламенту Хорватії, а також є головою парламентського комітету з питань європейської інтеграції.
23 грудня 2011 обраний віцепрем'єром хорватського уряду з питань внутрішньої, зовнішньої та європейської політики.
1 липня 2013 став Європейським комісаром із захисту прав споживачів у Європейській комісії, обіймав посаду до 1 листопада 2014.
Європейський комісар з міжнародної співпраці та розвитку з 1 листопада 2014 до 1 грудня 2019.